# ヘッセルマンエンジン

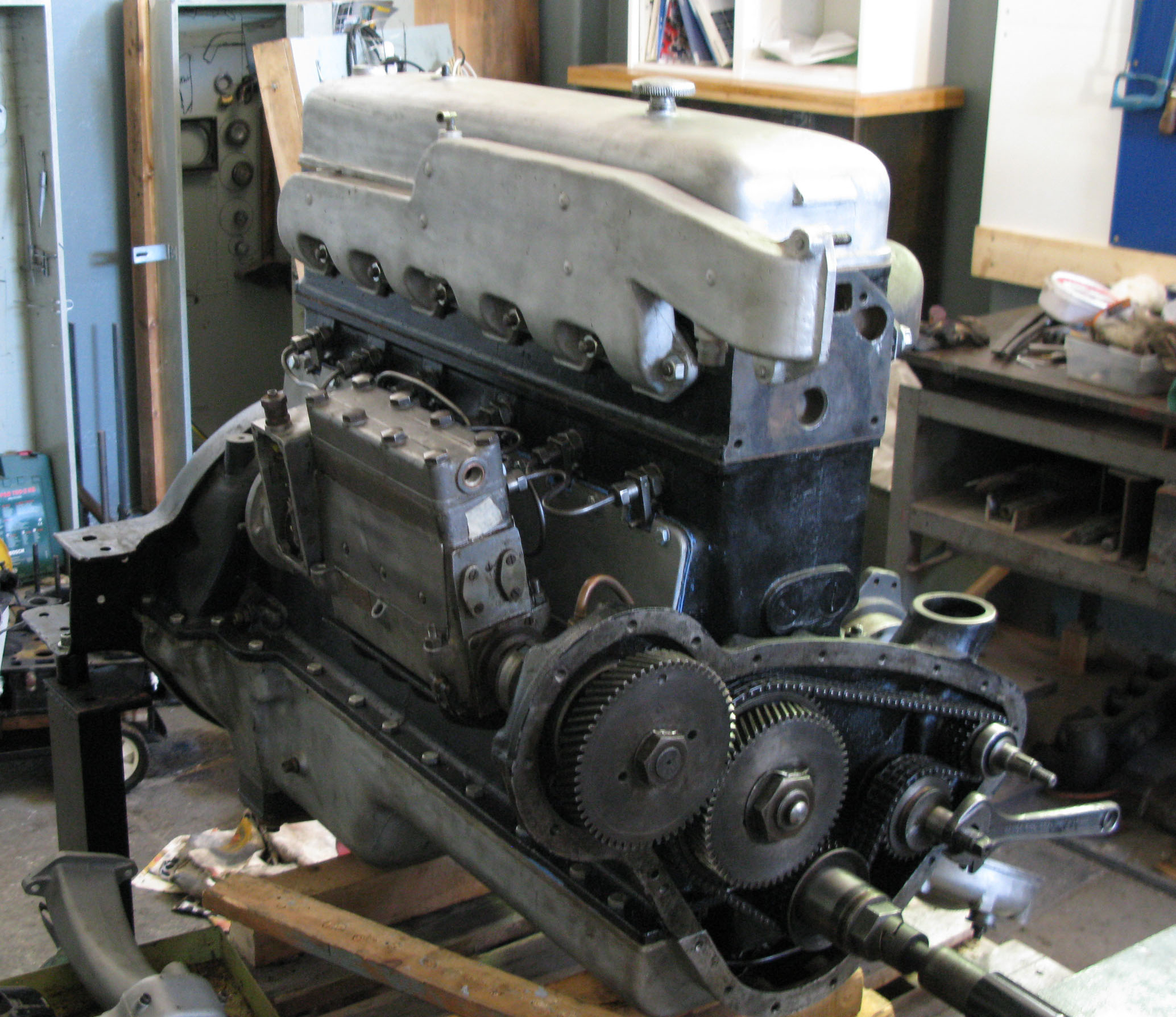
チーダホルム製ヘッセルマンエンジン。同社博物館所蔵品。直列6気筒OHVで、噴射ポンプはクランクシャフトにより駆動され、シリンダーブロック側面の噴射ノズルよりシリンダー内に燃料を噴射する。

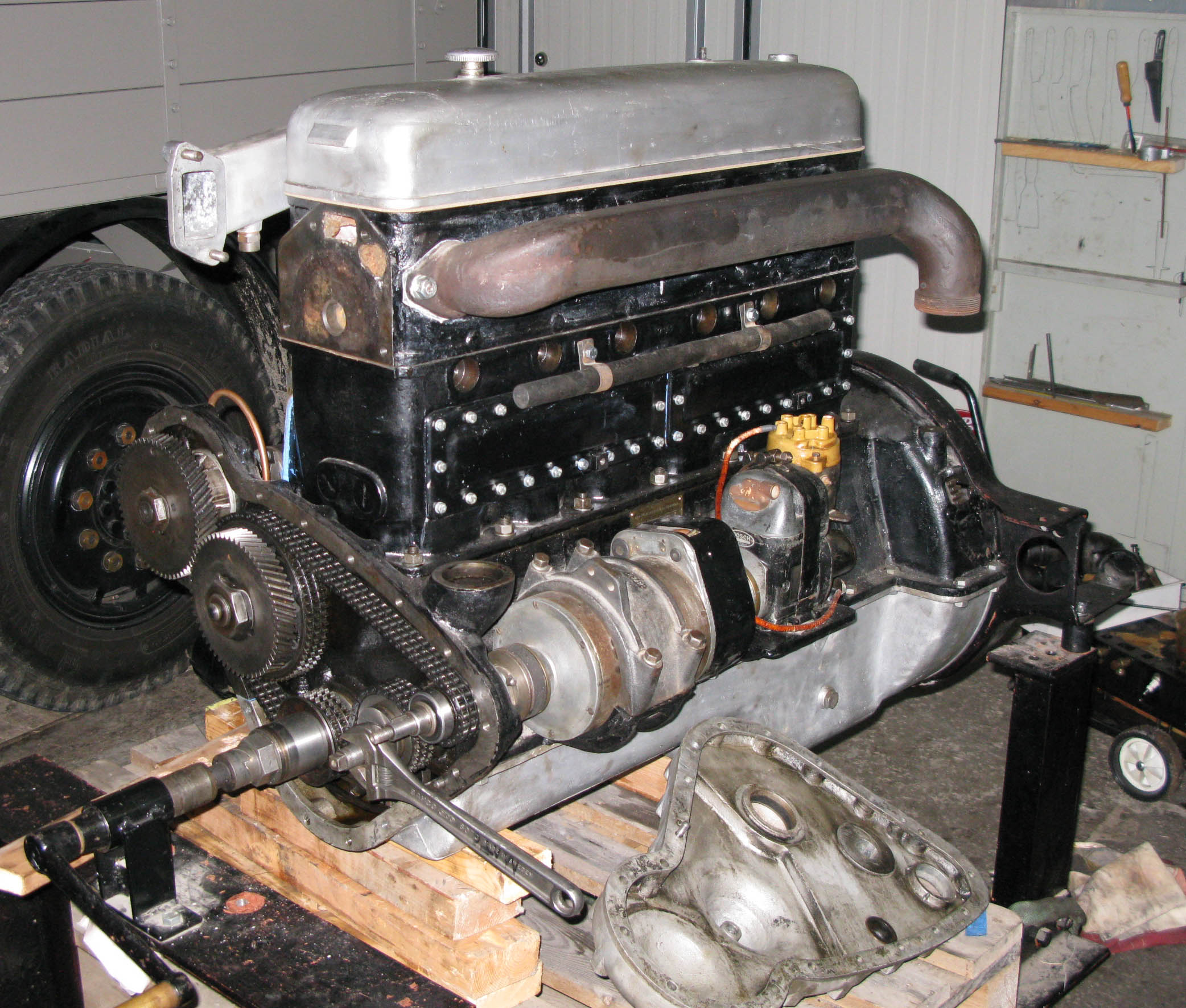
上記エンジンをエキゾーストマニホールド側より撮影した写真。OHVの為ディストリビューターがシリンダーブロック側に取り付けられている。また、点火プラグのプラグホールは噴射ノズルと反対側のシリンダーブロック側面に開けられている。単室式(初期の直接噴射式)ディーゼルエンジンと類似した配置だが、ピストンヘッドに大きな窪み(キャビティ)が必要になる為、圧縮比が余り大きく取れない欠点がある。

ヘッセルマンエンジンとは、1925年にスウェーデンの技術者ヨナス・ヘッセルマンにより発明された、ガソリンエンジンとディーゼルエンジンの中間的な性質をもったマルチフューエル内燃機関である。ヘッセルマンエンジンは自動車の為に開発された最も初期のガソリン直噴による火花点火内燃機関であり、ヘッセルマンエンジンは1920年代から1930年代に掛けて大型トラックやバスに用いられたバイ・フューエル自動車の最初期の事例でもある。

## 概要
ヘッセルマンエンジンは基本的にはガソリンなどの軽質な揮発油を用いる火花点火内燃機関を、揮発性の低い重質油である重油や灯油、軽油でも動作するように改良したものである。重油が使用できるディーゼルエンジンではない内燃機関は焼玉エンジンや石油専焼型蒸気機関など幾つかの種類があるが、ヘッセルマンエンジンはこれらの内燃機関と共にen:Oil engineと呼ばれるカテゴリーを形成している。

## 動作原理
ヘッセルマンエンジンは、原理的には一般のガソリンエンジンと同じオットーサイクルを理論サイクル(空気標準サイクル)とする4ストローク機関で、燃料は噴射ポンプを用いて燃焼室内に直接噴射される。高い圧縮比で発生する熱の為に自然着火が起きるディーゼルエンジンと異なり、このようなエンジンは圧縮比が低い為、点火には点火プラグを用いる必要がある。ヘッセルマンエンジンはガソリンにて始動し、暖機運転が済んだら重油などに燃料が切り換えられる。ヘッセルマンエンジンは空燃比を極端な希薄燃焼として、圧縮行程の最後に燃料を噴射する事で重質油を使用する事を可能としている。再始動を容易にする為に、重油を使用した後はシリンダー内に堆積したカーボンを清掃する目的でエンジン停止前に燃料をガソリンに切り換えて暫くの間アイドリングさせておく必要があった。ヘッセルマンエンジンは自動車用エンジンとしては初めて火花点火エンジンで筒内直接噴射を実現したエンジンであった。

## 利点と欠点
ヘッセルマンエンジンはガソリンと比較して安価な重質油を使用できる為、自動車のオーナーにとっては経済的な利点があった。同時期の同出力のガソリンエンジンと比較しても、僅かな燃費の低下を示すのみであった。
ヘッセルマンエンジンは同時期のディーゼルエンジンと比較して遙かに小型で軽量であった。1930年代の低水準な冶金技術ではディーゼルエンジンの高圧縮と高圧力に耐える為にはシリンダーブロックを大型で分厚く、重い物にしなければならなかった。後にディーゼルエンジンの素材が改良されるとヘッセルマンエンジンは優位性を失った。
ヘッセルマンエンジンは幾つかの欠点があった。低い圧縮比の為に作動温度になかなか到達せず、しばしば不完全燃焼を起こし、点火プラグを急速に汚損した。その際には大量の黒煙を吹く事となり、今日的な基準としては到底許容しがたい程の有毒な排気ガスを大量に発生する事を意味していた。

## 搭載車両
ヘッセルマンエンジンは今日までに3つのスウェーデンのトラックメーカーに採用された。1920年代にスカニア・バビス、チーダホルム・ブルク、ボルボ・トラックスにて採用されたが、スカニア・バビスは1936年、ボルボは1947年にヘッセルマンエンジンの採用を止め、小型化と高性能化が進んだディーゼルエンジンに移行している。

## 日本陸軍
ヘッセルマンエンジンはその後も産業用エンジン(陸用内燃機関)として利用されており、戦前の大日本帝國にも導入が行われている。第二次世界大戦(太平洋戦争)中の1943年(昭和18年)から1945年(昭和20年)に掛けて、大日本帝國陸軍は輸送任務用の潜水艦である三式潜航輸送艇(まるゆ1型)を開発しており、その主機関として200馬力のヘッセルマンエンジンを2基直列配置して400馬力としたものを採用している。未成に終わったまるゆ2型においても、2基並列で700馬力としたヘッセルマンエンジンを引き続き採用する計画であった。